# Târgu Mureș
Târgu Mureș, en allemand Neumarkt am Mieresch et en hongrois Marosvásárhely, est une ville de 144 893 habitants (en 2011) située en Roumanie, en Transylvanie, aux limites occidentales du Pays sicule. C'est le chef-lieu du județ de Mureș. Durant la plus grande partie de la période communiste, le nom a été orthographié Tîrgu Mureș.

## Géographie
La ville de Târgu Mureș, centre politique, économique et culturel de première importance situé sur le plateau transylvain (en roumain : Podișul Transilvanei) s'est d'abord développée sur la rive gauche du Mureș. Elle a ensuite investi les collines environnantes pour maintenant atteindre la vallée du Niraj au sud et la rive droite du Mureș au nord, tandis qu'elle grandissait le long de la rivière en aval vers la ville d'Ungheni.
La municipalité de Târgu Mureș comprend la ville de Târgu Mureș elle-même (143 124 habitants en 2011) et les localités de Mureșeni (en hongrois : Meggyesfalva) et Remetea (en hongrois : Remeteszeg) (1 166 habitants en 2011).
Târgu Mureș se trouve à 339 km au nord-nord-ouest de Bucarest, la capitale du pays, à 171 km au nord-ouest de Brașov, à 107 km à l'est de Cluj-Napoca et à 124 km au Nord de Sibiu.

## Histoire

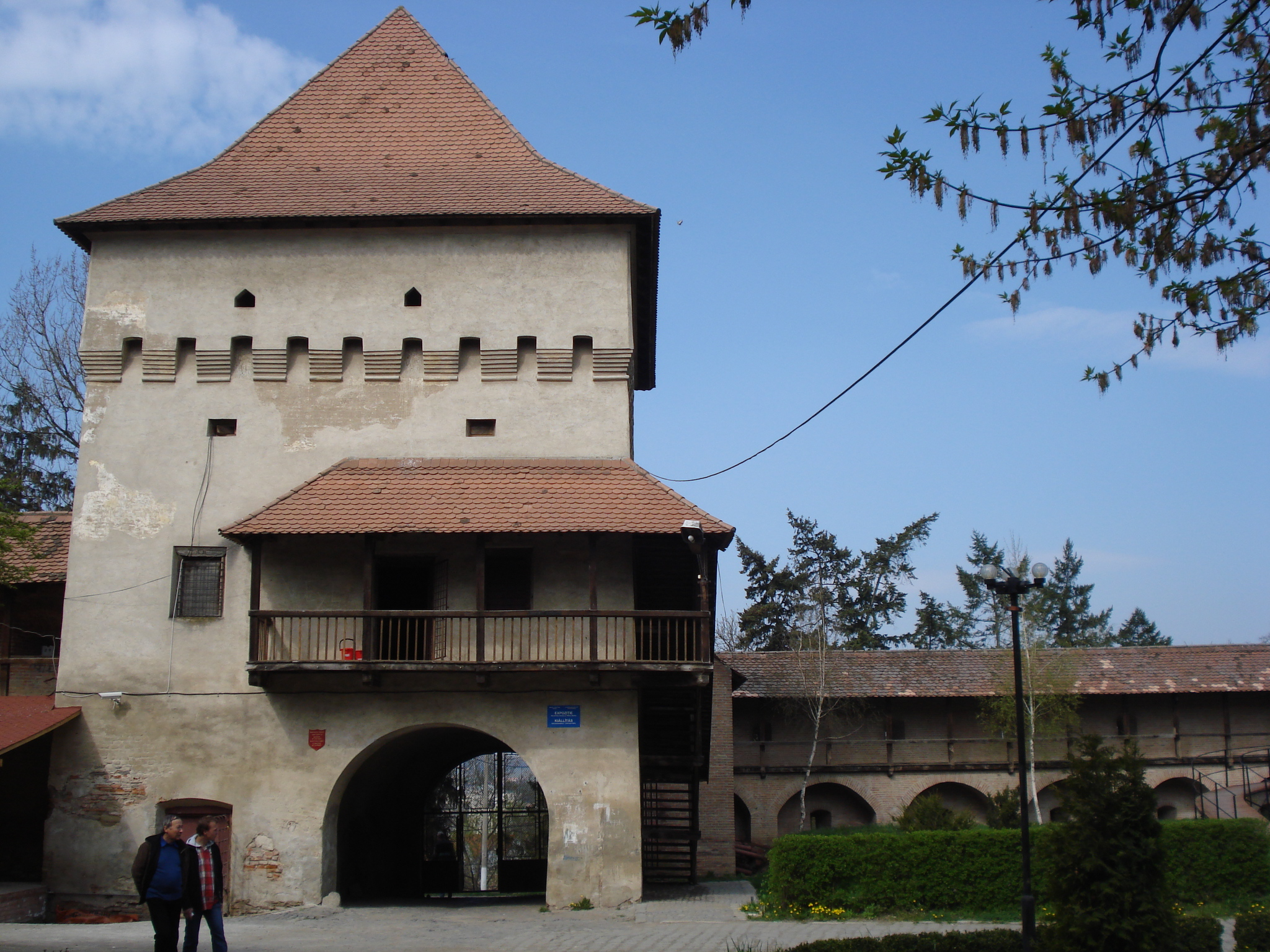
L'intérieur de la citadelle de Târgu Mureș.

La localité est mentionnée pour la première fois dans les registres du Vatican, en 1332, sous le nom de Novum Forum Siculorum (en hongrois : Székelyvásárhely, en roumain : Târgu Săcuiesc soit « ville-marché sicule » :  les Sicules transylvains sont des fermiers-soldats . L'existence de corporations indique qu'il s'agissait déjà d'une ville : les archives de la ville contiennent un document signé par Louis d'Anjou, roi de Hongrie, qui accordait une charte de franchises à la corporation des tanneurs.
En 1405, le roi de Hongrie Sigismond de Luxembourg accorde à la ville le droit d'organiser des foires. En 1482, le roi Matthias Corvin l'élève au statut de ville royale. Le 29 avril 1616, Gabriel Bethlen, prince de Transylvanie, signe un document par lequel la ville devient une Ville libre royale et change son premier nom de Székelyvásárhely / Târgu Săcuiesc en Marosvásárhely / Târgu Mureș (« cité du Mureș »).
Au cours des siècles, la ville servit plusieurs fois de siège à la Diète (conseil) de Transylvanie et c'est ici que furent élus plusieurs voïvodes et princes de Transylvanie.
En 1754, la Table royale (Cour suprême de justice de la principauté de Transylvanie) s'installe dans la ville. Mais, en 1867, l'autonomie du Grand-duché de Transylvanie est abolie et le pays est directement rattaché au royaume hongrois au sein de la « double-monarchie » austro-hongroise. La ville devient alors le chef-lieu du comitat de Maros-Torda.

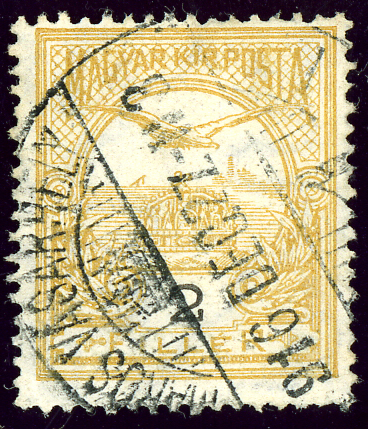
Timbre hongrois de 1916.

En décembre 1918, les Roumains proclament leur rattachement à la Roumanie : le nom roumain de Târgu Mureș devient officiel. La Hongrie est contrainte de consentir à ces pertes par le traité de Trianon, en 1920.
Après quinze ans de démocratie parlementaire (1923-1938), Târgu Mureș fut soumise aux dictatures carliste (1938-1940), fasciste de Miklós Horthy (1940-1944) et communiste (1945-1989). Le deuxième arbitrage de Vienne la rend à la Hongrie entre août 1940 et août 1944, jusqu'à ce qu'elle soit reprise par les Roumains et les Soviétiques fin 1944. À nouveau la Hongrie est contrainte de consentir à ses pertes par le traité de paix de Paris, en 1947.
Au début de la période communiste, la république populaire roumaine crée une région autonome hongroise (en hongrois : Magyar autonóm tartomány) dont Târgu Mureș / Marosvásárhely est la capitale : la vie culturelle hongroise est alors non seulement admise, mais encouragée, avec des théâtres, des journaux, des cours en hongrois. Mais sous la république socialiste de Roumanie, le président Nicolae Ceaușescu supprime la région autonome et adopte une politique beaucoup plus centralisatrice et nationaliste. La vie intellectuelle est bridée et les relations avec l'étranger très limitées, ce qui pénalise entre autres les Hongrois de Roumanie et notamment les enseignants.
Les émigrés hongrois en Occident dévoilent cette politique, et cela contribue au discrédit du régime communiste, mais discrédite également la Roumanie en tant que nation. En conséquence de ces faits, une certaine tension nationaliste se fait jour en 1990, après la chute de la dictature, et la ville est le théâtre des affrontements interethniques de Târgu Mureș, qui se soldent par la mort de cinq hommes (deux Roumains et trois Hongrois) et 258 blessés. Mais les anciens et les femmes de Târgu Mureș firent preuve d'un esprit de médiation qui apaisa rapidement les plus échauffés et dénoncèrent cette instrumentalisation d'un pouvoir post-communiste désireux de se poser en défenseur de l'intégrité de la nation, et dont les médias friands de sang s'étaient emparés en les qualifiant de « guerre inter-ethnique »,.
Depuis le boom économique des années 2000, le développement rassemble les habitants par-delà origines et différences, et les tensions se sont en grande partie dissipées. Beaucoup de familles sont d'ailleurs mixtes et bilingues.

## Démographie

### Composition ethnique
La composition ethnique de la ville a évolué au cours du XXe siècle. En 1910, Târgu Mureș, sans les communes avoisinantes, comptait une large majorité de Hongrois (les Roms et les Juifs ne sont alors pas décomptés séparément dans le recensement).
En 1930, après l'intégration de la ville à la Roumanie, la population roumaine augmente du fait de l'exode rural depuis les campagnes alentour. Persécutée, mais épargnée par le régime hongrois de 
Miklós Horthy, l'importante communauté juive de langue hongroise est largement déportée par son successeur Ferenc Szálasi à la fin de la Seconde Guerre mondiale, peu avant l'arrivée des armées roumaine et soviétique.
Aux temps de la région autonome hongroise (en hongrois : Magyar autonóm tartomány), Târgu Mureș / Marosvásárhely reste à majorité hongroise, mais le nombre de Roumains augmente, notamment avec l'érection des quartiers périphériques : en 1988 ils représentaient presque la moitié de la population. Aux recensements de 2002 et de 2011, la tendance s'inverse et ils deviennent légèrement majoritaires.
| Année | Hongrois | Roumains | Allemands | Roms  | Juifs  |
| ----- | -------- | -------- | --------- | ----- | ------ |
| 1910  | 86,8 %   | 9,0 %    | 2,3 %     |       |        |
| 1930  | 57,2 %   | 26,8 %   | 1,7 %     | 1,1 % | 12,1 % |
| 1966  | 63,6 %   | 34,8 %   | 0,6 %     | 0,5 % | 0,4 %  |
| 1992  | 51,4 %   | 46,1 %   | 0,3 %     | 2,0 % | 0,1 %  |
| 2002  | 46,73 %  | 50,34 %  | 0,2 %     | 2,4 % |        |
| 2011  | 44,9 %   | 52,0 %   | 0,2 %     | 2,5 % | 0,1 %  |

### Religions
Lors du recensement de 2011, la composition religieuse de la population est la suivante :
- Orthodoxes, 45,15 %,
- Réformés, 27,17 %,
- Catholiques de rite latin, 12,24 %,
- Protestants unitariens, 2,45 %,
- Catholiques de rite grec : 2,37 %
- Témoins de Jéhovah : 1,16 %,
- Adventistes du septième jour, 1,0 %,
- Pentecôtistes, 0,81 %,
- sans religion et athées : 0,64 %,
- autres : 1,32 %,
- sans réponse : 5,69 %

## Politique
| Identité                       | Période | Période  | Durée  | Étiquette                                      |
| Identité                       | Début   | Fin      | Durée  | Étiquette                                      |
| ------------------------------ | ------- | -------- | ------ | ---------------------------------------------- |
| Imre Fodor (d) (1937 - 2015)   | 1996    | 2000     | 4 ans  | UDMR                                           |
| Dorin Florea (d), (né en 1956) | 2000    | 2020     | 20 ans | CDR SÉ PDL Alliance des libéraux et démocrates |
| Zoltán Soós (d) (né en 1974)   | 2020    | En cours | 5 ans  | SÉ                                             |

| Parti | Parti                                      | Sièges |
| ----- | ------------------------------------------ | ------ |
|       | Union démocrate magyare de Roumanie (UDMR) | 6      |
|       | Parti national libéral (PNL)               | 4      |
|       | Parti social-démocrate (PSD)               | 9      |
|       | Parti des hommes libres (POL)              | 3      |

## Éducation et culture

### Enseignement

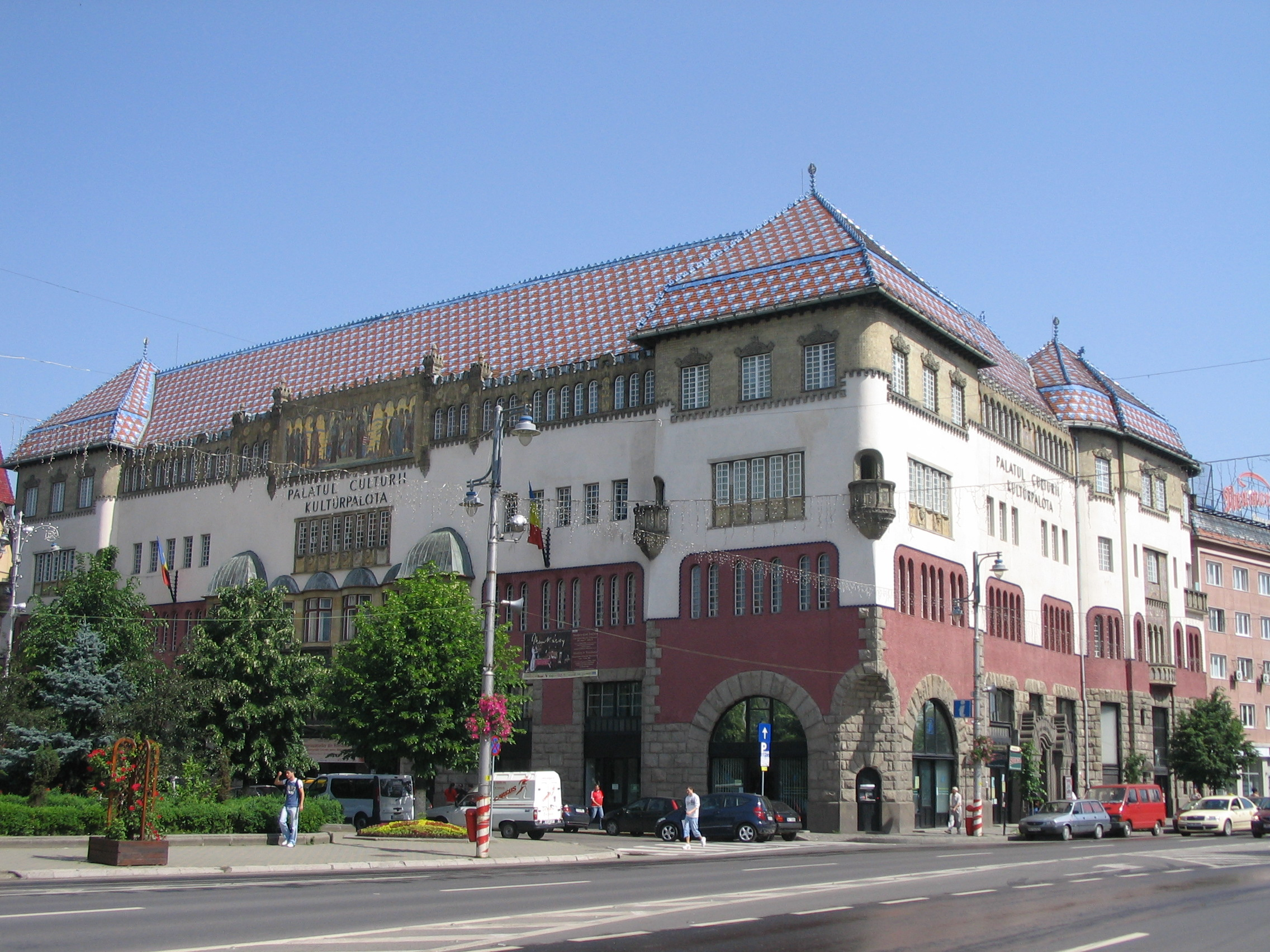
Palatul Culturii - Le Palais de la Culture.

La ville possède un réseau complet d'enseignement, écoles collèges, lycées ainsi que plusieurs universités.
- Université de médecine et de pharmacie, ouverte en 1945, installée dans les locaux de l'ancien lycée militaire austro-hongrois (1907) qui comprend des facultés de médecine générale, dentaire et de pharmacie.
- Université « Petru Maior » qui comprend une école d'ingénieurs, des facultés de sciences, de littérature, d'économie, d'administration et techniques.
- Université écologique « Dimitrie Cantemir » (depuis 1991) avec des facultés de géonomie, de géographie, d'histoire, de psychologie, de psycho-pédagogique et de pédagogie.
- Université des arts du théâtre (transférée de Cluj) avec des sections roumaines et hongroises.
- Université « Sapientia » (depuis 2000), qui est l'université hongroise de la ville.

### Principaux musées de la ville
- Muséum d'histoire naturelle (1890-1913).
- Musée d'Ethnographie et des Arts Populaires, installé dans le Palais Todalafi (palais baroque de 1758-1772).
- Musée des Beaux-Arts.
- Musée d'Histoire.

### Musique et autres événements
- L'Orchestre Philharmonique de Târgu-Mureș est l'un des plus anciennes formations musicales du pays. Au cours de sa prestigieuse histoire il a reçu des personnalités aussi importantes que Pablo Casals, Jan Kubelík et Béla Bartók. Son chef permanent est actuellement Shinya Ozaki
- Festival Peninsula / Félsziget - le plus grand festival éclectique (rock, pop, electro, jazz, blues, world music, etc.) du pays
- Coupe Shusaku : un des plus grands tournois de jeu de go en Europe

### Médias
- TV Mureș est une chaîne locale dont la programmation est entièrement bilingue roumain/hongrois.

## Lieux et monuments

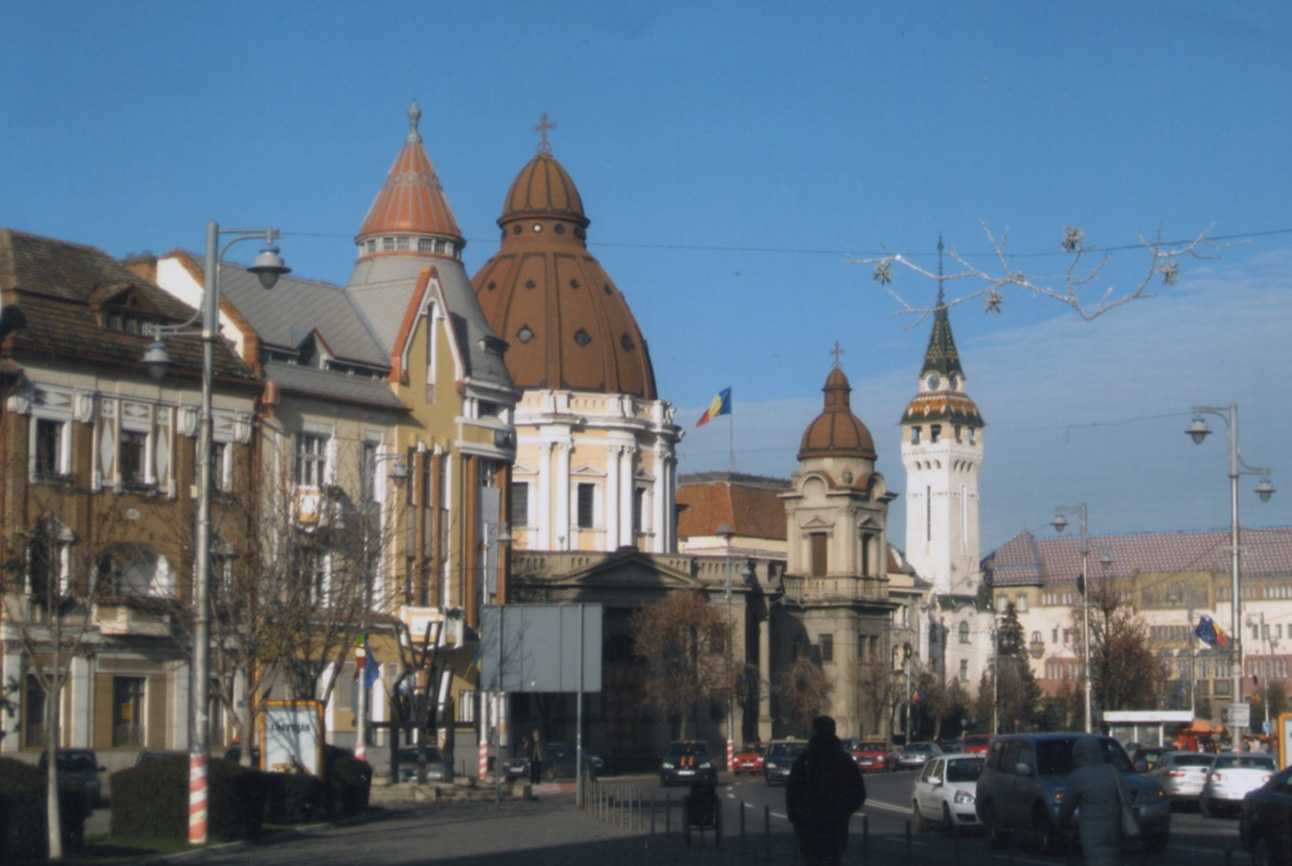
Centre-ville.

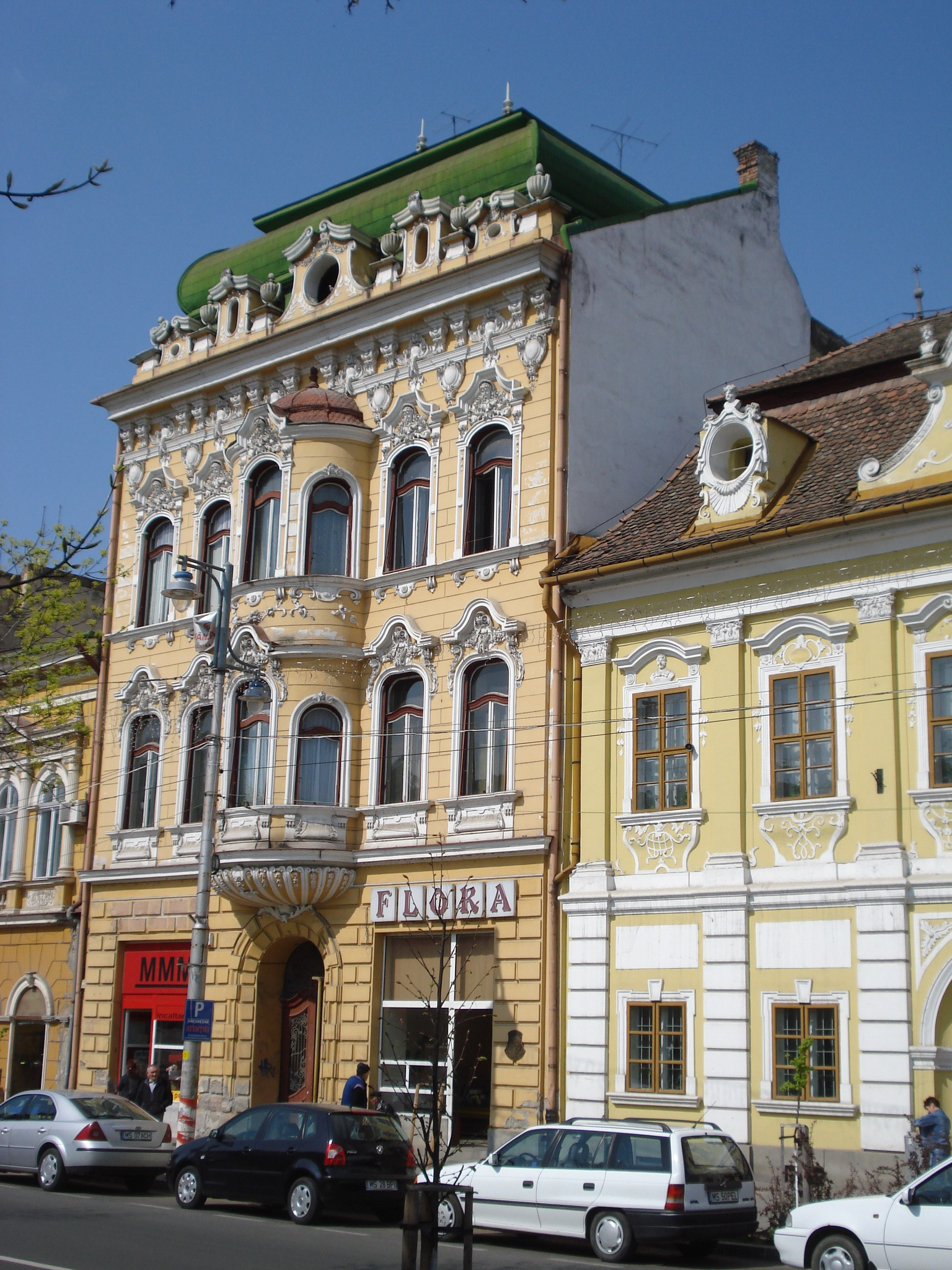
Bâtiment dans la vieille-ville.

La ville possède un ensemble important de monuments, tant civils que religieux ou militaires, du Moyen Âge au XXe siècle.
Les constructions les plus anciennes de la ville sont la Citadelle et son église de style gothique datant de 1492. De la Renaissance (1554) date la Maison Köpeczi-Teleki, plus ancien palais de la ville.
De nombreux édifices datent de la fin du XVIIIe siècle et du début du XIXe siècle :
- l'Église catholique romaine de Saint-Jean le Baptiste, de style baroque (1728-1750).
- l'Église orthodoxe en bois (1793-1794) avec des fresques de 1814.
- le Palais Teleki (1797-1803), de style baroque.
- la Bibliothèque Teleki, qui compte 200 000 volumes dont 52 incunables, de style baroque (1799-1802), commandée par le comte Sámuel Teleki, chancelier de Transylvanie et grand bibliophile dont les collections (40 000 volumes) ont été constamment enrichies, notamment de la collection Bolyai (80 000 volumes), de collections confisquées à des institutions religieuses (monastères).
- la Table royale (Masa regală) (1828).

Un bon nombre d’édifices ont été construits au début du XXe siècle, lorsque György Bernády était maire de la ville :
- l'actuelle Préfecture (Palatul administrativ), datant de 1905-1907 dans le style art nouveau.
- le Palais de la Culture, né de la volonté austro-hongroise de doter toutes les provinces de l'Empire de lieux culturels. Construit de 1911 à 1913 l'influence de la Sécession viennoise y est très nette (courbes et contre-courbes, profusion du décor intérieur) ainsi que celle de l'éclectisme (toits de tuiles vernissées par exemple). Il abrite aujourd'hui un auditorium, la bibliothèque du județ, des salles de conférences, le Musée des Beaux-Arts et le Musée d'Histoire.
- l'Université de Médecine.
- la Maison Bányai (Casa Bányai) (1904-1907) de style éclectique.
- la Synagogue (1900), construite selon les plans de l'architecte viennois Jakob Gartner. Elle fut restaurée en l'an 2000.

D'autres édifices ont été construits plus tardivement au XXe siècle :
- la Cathédrale orthodoxe, construite entre 1925 et 1934 longtemps la plus grande de Roumanie.
- la Petite Cathédrale construite dans les années 1930 pour les besoins du culte gréco-catholique.
- le Théâtre National inauguré en 1973.

## Sports

### Basketball
Le « BC Mureș » est un club évoluant en 1re division. L'ambiance de la Sala Sporturilor (Arène des Sports - 2 800 places) est assez réputée, notamment pour l'accueil des joueurs, qui se fait au son de Welcome to the Jungle.

### Football
Le « FCM Târgu Mureș » est un club de la ville fondé en 2004 (et rebaptisé en 2008). Son principal fait de gloire reste sa victoire lors de l'édition 2009-2010 du championnat de D2, qui lui permet l'accession en Liga 1 l'année d'après (il sera néanmoins relégué après l'édition 2011-2012). Le club joue ses matchs à domicile au Stade Trans-Sil (8 000 places).
La section féminine du club est le « ASA Târgu Mureș ».
La ville accueille un autre club de football, qui évolue en 4e division, le « Gaz Metan Târgu Mureș ».
La ville disposait enfin du club de l'« ASA Târgu Mureș » fondé en 1962 mais disparu en 2007.

### Volley-ball
Le « CSU Târgu Mureș » (volley-ball féminin) évoluait en 2013-2014 dans la Divizia A1.

### Bowling
« Electromureș » est le club le plus important de la ville.

## Communications

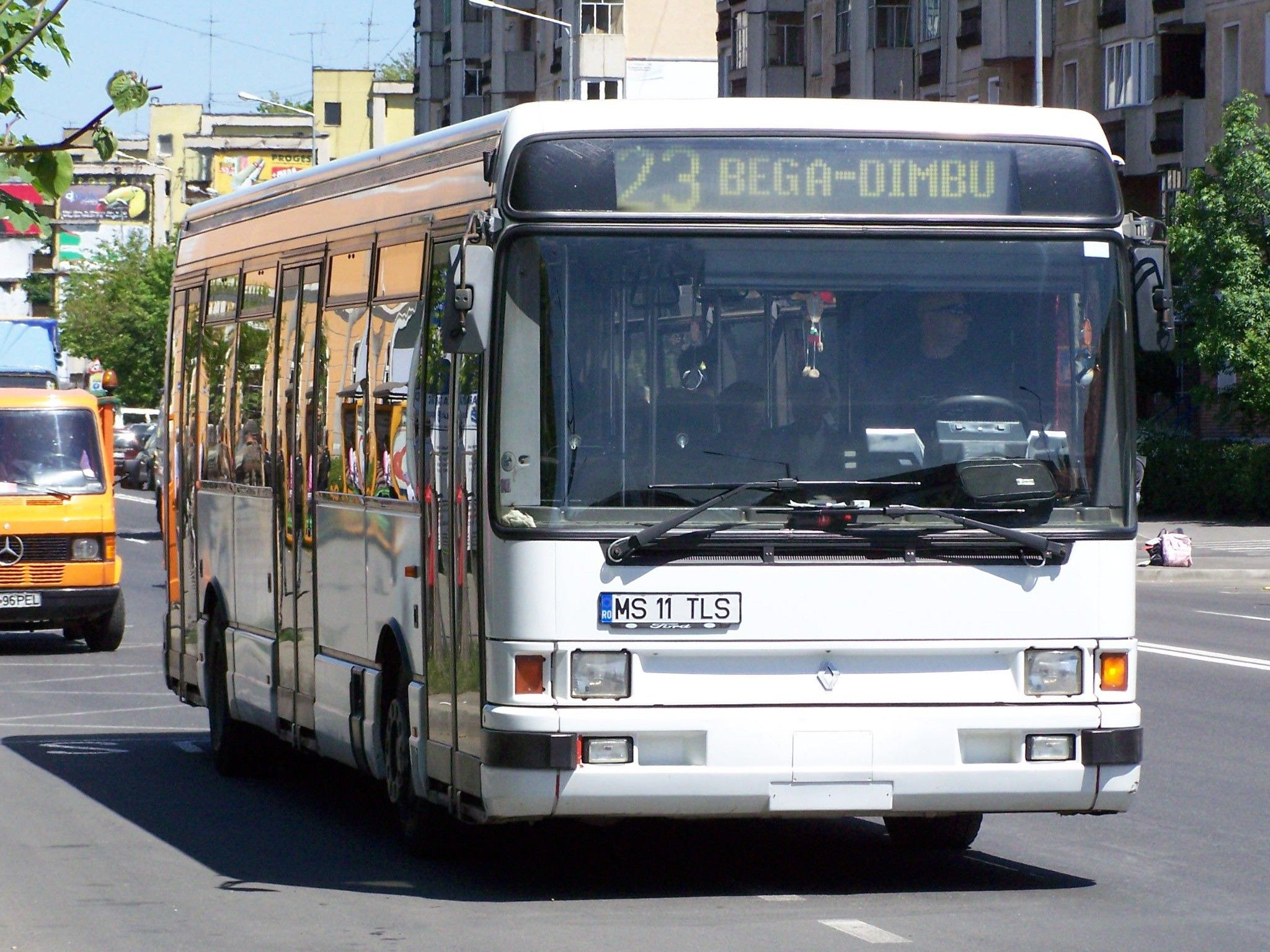
Bus urbain de la ligne 23 de Târgu Mureș, précédemment en usage à la RATP.

La ville est très bien reliée au réseau de communications roumain.

### Routes
Târgu Mureș se trouve sur l'itinéraire européen 60 qui traverse la Roumanie d'ouest en est, d'Oradea à Constanța.
La route nationale DN15 se dirige vers le nord-est, la ville de Reghin, les montagnes, le județ de Harghita et la Moldavie.
La route nationale DN13 (E60) se dirige vers l'ouest, la ville de Luduș, Cluj-Napoca et la Hongrie.
Vers le sud, la route nationale DN15 (E60) rejoint Sighișoara, Brașov et Bucarest.

### Voies ferrées
Târgu Mureș est reliée à Bistrița au nord et Miercurea-Ciuc (Csíkszereda) à l'est. Vers l'ouest, on peut se rendre à Turda.

### Aéroport
La ville possède un aéroport international situé à une quinzaine de kilomètres qui a enregistré 80 000 passagers en 2008. Des liaisons vers Bucarest (compagnie Tarom), Timișoara (compagnie Carpatair), Budapest (compagnie Malév), Paris (avec Wizz Air, destination non desservie en 2021), Copenhague et Billund au Danemark (compagnie Cimber Air).
En plus, à 90 km de Târgu Mureș se trouve l'aéroport de Cluj, quatrième aéroport roumain quant au trafic aérien.

## Santé
Grâce à ces structures et a son université de médecine et de pharmacie, Târgu Mureș est l'une des villes avec les meilleurs soins dans le pays.
La ville accueille l'un des plus grands hôpitaux de Transylvanie, dont un pole cardiovasculaire très reconnu en Roumanie.
Depuis que la Roumanie a adhéré a l'Union européenne, une activité de tourisme médical notamment dentaire s'est développé dans la ville.

## Jumelages
La ville de Târgu Mureș est jumelée avec :
| Ville | Ville                          | Pays | Pays        | Période     |
| ----- | ------------------------------ | ---- | ----------- | ----------- |
|       | 11e arrondissement de Budapest |      | Hongrie     |             |
|       | Baja                           |      | Hongrie     |             |
|       | Bournemouth                    |      | Royaume-Uni |             |
|       | Budapest                       |      | Hongrie     |             |
|       | East Renfrewshire              |      | Royaume-Uni |             |
|       | Güzelçamlı (en)                |      | Turquie     |             |
|       | Ilmenau                        |      | Allemagne   |             |
|       | Kecskemét                      |      | Hongrie     |             |
|       | Kuşadası                       |      | Turquie     |             |
|       | Szeged,                        |      | Hongrie     | depuis 1997 |
|       | Zalaegerszeg                   |      | Hongrie     |             |